# Uggiate-Trevano
Uggiate-Trevano (lombardul: Uggiaa) település Olaszországban, Lombardia régióban, Como megyében. Lakosainak száma 5137 fő (2023. január 1.). Uggiate-Trevano Albiolo, Bizzarone, Colverde, Faloppio, Valmorea, Novazzano és Ronago községekkel határos.

## Népesség
A település lakossága az elmúlt években az alábbi módon változott:
| Lakosok száma | 4965 | 4946 | 5137 |
|               | 2017 | 2018 | 2023 |